# Gabriel Quiroga de San Antonio
Fray Gabriel de San Antonio, llamado Gabriel Quiroga de San Antonio en la edición francesa de su obra, (¿Ocaña, c. 1565?-1608) fue un fraile dominico, historiador de los españoles en Oriente y uno de los primeros en contemplar la antigua ciudad jemer de Angkor.

## Biografía
De origen noble, se educó en el convento dominico de Ocaña y cursó estudios en el de San Esteban de Salamanca, ejerciendo luego de predicador en el de Guadalajara. Formó parte de la cuarta misión dominica a Oriente, partiendo en 1594 desde Sevilla, vía México. Al llegar a Manila le asignaron el ministerio entre los chinos de Manila establecidos en el barrio de Binondoc (1595), pero como no llegaba a dominar su idioma y era un gran predicador en castellano, le encargaron predicar a los españoles en la catedral de Manila. Alcanzó entre ellos gran prestigio y le hicieron confesor del teniente gobernador de Filipinas Antonio de Morga, consultándosele asuntos importantes, como la conquista de las islas Molucas, de Mindanao y de Camboya. En efecto, le encargaron reunir los fondos necesarios para una expedición a Camboya en la cual participó. En 1598, de regreso a España, se detuvo en Malaca y Camboya por encargo del Gobernador General de Filipinas y llegó a España en 1603, cuando ya reinaba Felipe III. Redactó y publicó entonces una Breve y verdadera relación de los successos del Reyno de Camboxa (San Pablo de Valladolid: Pedro Lasso, 1604), dirigida al rey para "dar a conocer como sus vasallos trabajan por su reino sin que en ocasiones se conozcan sus labores”. Refiere la expedición bélica a Camboya enviada por el capitán general de Filipinas Luis Pérez das Mariñas y a cargo del general Juan Suárez de Gallinato, a la que acompañó. Describe las riquezas de Camboya y aconseja una expedición, que sería beneficiosa y mermaría el influjo de los holandeses protestantes. Tal vez fue uno de los primeros en describir la antigua ciudad jemer de Angkor:
En el año de 1560 se descubrió en este reino una ciudad nunca antes vista ni conocida de los naturales: esta ciudad está en la playa del río Meccon, ciento y setenta leguas de la mar llega a ella las crecientes y mareas de este río, como a Sevilla las de Guadalquivir, es de maravillosa hechura, tiene un muro muy fuerte de piedra, que en redondo tiene cuatro leguas, cuatro brazas de ancho, y cinco de alto, está lleno de almenas, y las almenas están muy espesas, y en ellas están pintados elefantes, onzas, tigres, leones, águilas, y perros: tiene muchos escudos y letreros que no se conoce ni entienden: las casas son de piedra muy hermosas, repartidas en calles con mucho orden, y la labor de sus portadas y patios, salas y cámaras, parece Romana. Hay muchas fuentes y caños para la limpieza, y a trechos están repartidos algunas pagodas, y plazas sobre el río Meccon tiene un puente de setenta pilares, son muy altos, y el puente no es muy ancho. Remedan los pilares a los cuerpos de los gigantes y rematan en cabezas y manos que la sustenta. El antepecho tiene más de una vara en alto, y a trechos tiene bolas mezcladas como pirámides en que se remata. Hay en esta ciudad cinco torres, y por remate de cada una de ellas está una bola de bronce dorada… (III, p. 6)

## Obras
- Breve y verdadera relación de los successos del Reyno de Camboxa, San Pablo de Valladolid, Pedro Lasso, 1604 (trad. francesa por Antoine Cabaton, Brève et Véridique Relation des Évènements du Cambodge, Paris, Ernest Leroux, 1914; trad. inglesa de esta última edición: A Brief and Truthful Relation of Events in the Kingdom of Cambodia, Bangkok, White Lotus Co. Ltd, 1998). Hay ediciones modernas de Antonio Graíño con el título de Relación de los sucesos del reino de la Cambodja (Librería General de Victoriano Suárez, 1929) y de Roberto Ferrando, en Relaciones de la Camboya y del Japón, Madrid, 1988.